# Couzon-au-Mont-d'Or

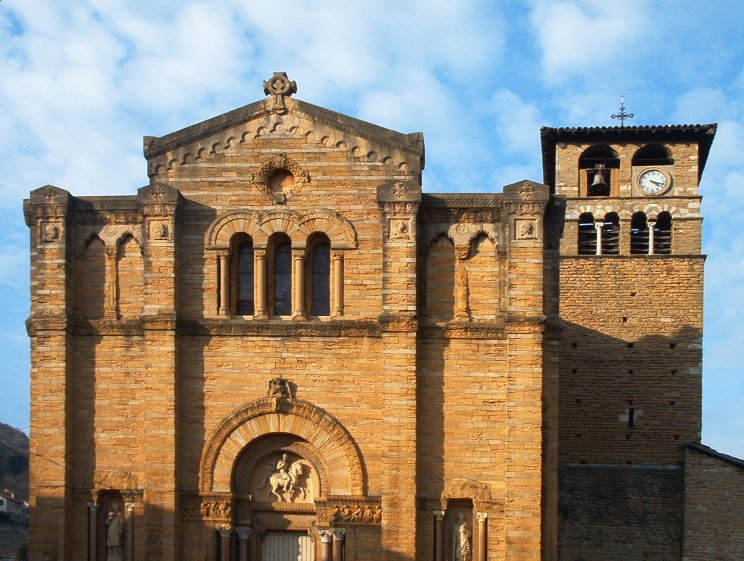
Nhà thờ

Couzon-au-Mont-d'Or là một xã thuộc tỉnh Rhône trong vùng Rhône-Alpes phía đông nước Pháp. Xã này nằm ở khu vực có độ cao trung bình 175 mét trên mực nước biển.
Dân số xã này năm 2006 là 2601 người.